# Alter do Chão (gemeente)
Alter do Chão is een plaats en gemeente in het Portugese district Portalegre.
De gemeente heeft een totale oppervlakte van 361 km² en telde 3938 inwoners in 2001.

## Plaatsen in de gemeente
- Alter do Chão
- Chancelaria
- Cunheira
- Seda